# Rescue Remedy

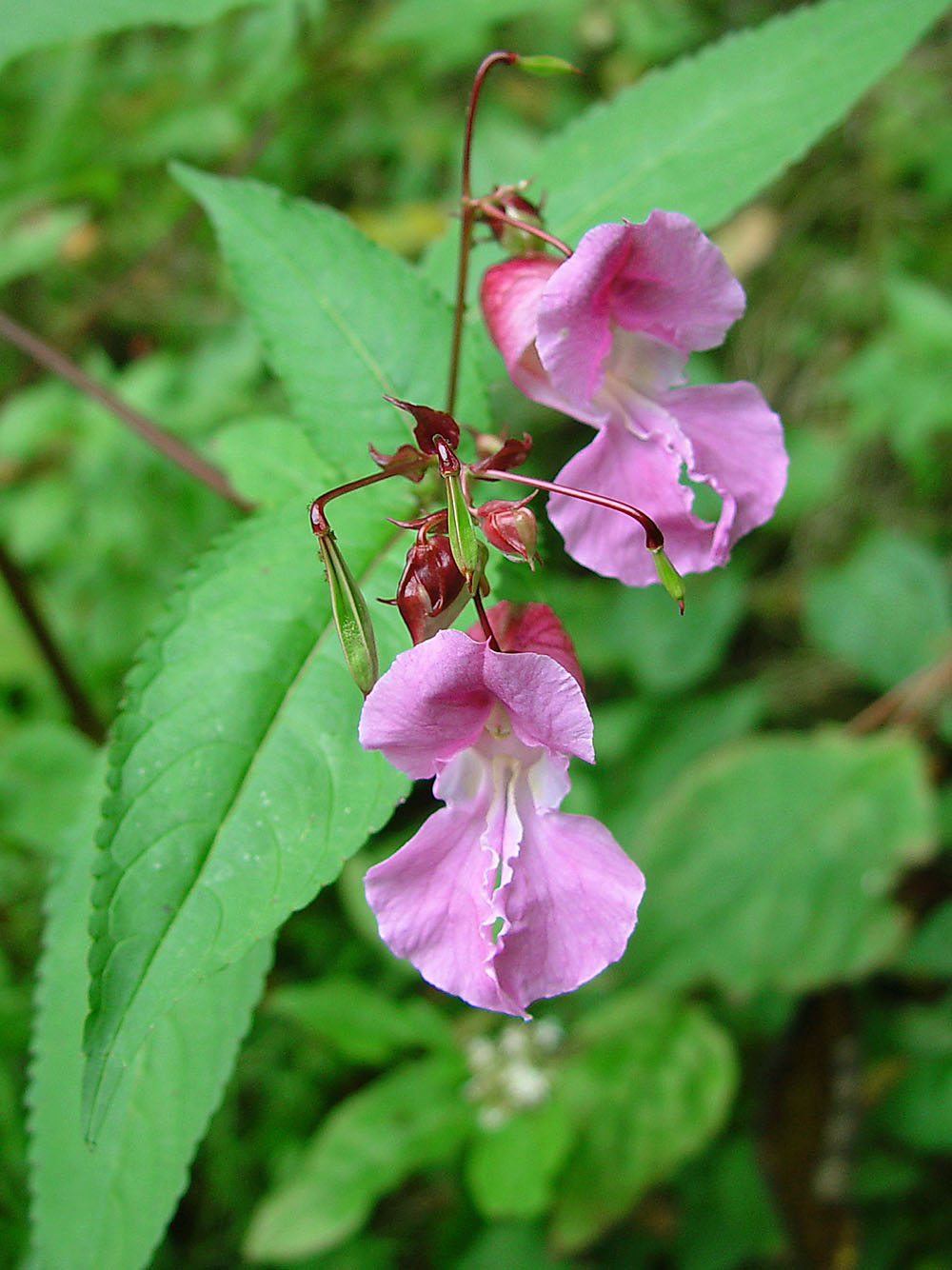
Ejemplar de Impatiens, uno de los componentes del Rescue Remedy.

El término Rescue Remedy (en español, Remedio de Rescate) hace referencia a una disolución compuesta por cinco esencias florales, pertenecientes a las llamadas Flores de Bach, ideadas por Bach Centre.

El Rescue Remedy recibe dicha denominación debido al «efecto tranquilizante, calmante y vivificador», que ejercería sobre la persona que lo ingiere durante una crisis, con síntomas y patrones psicoemocionales alterados.

Más específicamente, sus componentes son: Prunus cerasifera, Clematis, Impatiens, Helianthemum y Ornithogalum umbellatum. Las Flores de Bach están consideradas como una pseudociencia por la comunidad científica.
Aunque popularmente se suele incluir en la categoría de homeopatía, al tener su base en la supuesta propiedad del agua denominada "memoria del agua", las Flores de Bach pertenecerían a las sedicentes medicinas «vibracional» o «energética». Esa "memoria del agua" fue propuesta por el inmunólogo Jacques Benveniste para explicar las supuestas propiedades curativas que atribuye la homeopatía a sus preparados, aun cuando en estos no exista ni una molécula de principio activo. Sin embargo, todos los intentos de reproducir los resultados alegados por Benveniste en condiciones de doble ciego, habían fallado en 2007 y la comunidad científica rechazaba este concepto, ya que el agua líquida no forma estructuras ordenadas que duren más de unas fracciones de nanosegundo.

## Historia
El homeópata inglés Edward Bach postuló su método en el período que abarcan los años 1930 a 1934.
Bach también había desarrollado una práctica que le permitía obtener sus remedios florales «sin dañar a la naturaleza» en esos cuatro años, a la que denominó "el método del sol". Este consistía en seleccionar las plantas, luego colocarlas en un recipiente de cristal lleno de agua y dejarlas en exposición al Sol por un tiempo considerable. Bach estaba convencido de que, durante ese tiempo, las gotas de rocío de las flores pasarían a fundirse con el agua del recipiente, formándose así el "remedio" floral.
Es conveniente recordar que el método de curación de Edward Bach se basaba, según él mismo explicó en sus muchos escritos, en enfocarse en la personalidad del paciente, pues estaba convencido de que «el ser humano es una unidad psicosomática,  es decir, que sus sentimientos y estados de ánimo influyen en su salud».
El Rescue Remedy fue creado por este doctor en el año 1930, fecha que coincide con su primera aplicación. En ese año, Bach también había publicado su célebre libro, Cúrese usted mismo, que «revolucionó la medicina de la época», según algunos críticos del momento.
El primer Rescue Remedy que Bach utilizó estaba compuesto solamente por Clematis, Impatiens y Rock Rose. Dos años después, en el año 1936, decidió incorporar los otros dos ingredientes. La primera persona a la cual le fue suministrado este medicamento fue un pescador que había sufrido un estrés.
En 1976 la Organización Mundial de la Salud (OMS), recomendó a sus Estados miembros la aplicación de medicinas alternativas, entre ellas la Terapia Floral de Bach. Además, en 1983 publicó un estudio dirigido a las administraciones sanitarias sobre la medicina tradicional en donde recomienda explícitamente esta terapia. En el Congreso de la OMS sobre Medicina Tradicional de 2008, se planteó que no hay conflicto entre la medicina naturista y la occidental.

## Utilización
El Rescue Remedy, como indica su nombre, es un remedio empleado solamente en situaciones de emergencia y no de forma habitual.
Las situaciones en las cuales se aplica varían de un paciente a otro, ya que el miedo y el estrés son subjetivos.

Se lo suministra generalmente en casos como: un accidente, durante un ataque de estrés, la muerte de un ser querido, una mala noticia inesperada, un susto, en caso de temor ante un examen.

Además, se lo aplica a las mujeres embarazadas antes, durante y después del parto y en caso de desmayos.

Los niños pequeños suelen tomarlo para calmar sus enojos repentinos, cuando temen visitar al dentista o cuando van a aplicarse vacunas.

Otra de  sus propiedades es la de ayudar a aliviar la depresión y el dolor, tanto físico como emocional.
Como cualquier remedio floral de Bach, viene en un frasquito de vidrio color marrón con capacidad de diez mililitros y con un cuentagotas incorporado. Para tomarlo, se diluyen cuatro gotas del remedio en un vaso con agua y se lo ingiere de a sorbos.[cita requerida]

## Componentes
Los componentes del Rescue Remedy son cinco esencias florales, llamadas usualmente flores de Bach, cuyos nombres más conocidos son: Cherry Plum, Rock Rose, Impatiens, Clematis y Star of Bethlehem.

### Cherry Plum

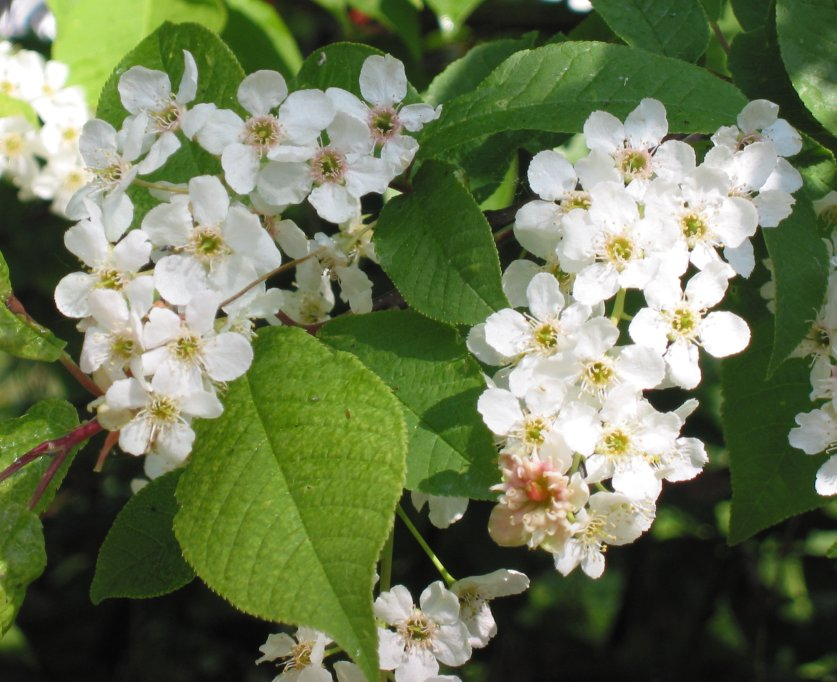
Muestra de las flores de Cherry Plum.

El Prunus cerasifera o Cerasifera es un árbol nativo de los Balcanes y de Asia Central. Este árbol florece desde febrero a comienzos de abril, antes de que brote el follaje en sus ramas lisas, en ocasiones espinosas. El Cherry Plum es, junto con su pariente más próximo el ciruelo silvestre (cuyo nombre científico es Prunus spinosa), la primera flor blanca de la primavera. A veces, su floración empieza cuando todavía hay nieve. Sus flores presentan cinco pétalos, y de su centro se alzan  numerosos estambres dorados y solamente un pistilo. Después de la polinización, el ovario va madurando hasta formar una fruta comestible, similar a la cereza, que primero es verde y luego va adquiriendo tonos amarillentos y rojizos. Se planta en Europa Central por sus frutos comestibles. Su copa, abierta y extendida, puede llegar a medir ocho metros.
Desde el punto de vista médico, y a semejanza de otras especies de ciruelos, el Cherry Plum se considera laxante y refrescante. Sus hojas secas, preparadas en infusión, tienen propiedades depurativas intestinales y diuréticas. La medicina ayurvédica prepara remedios tónicos a partir de sus yemas florales. Con esta planta suelen ser elaborados varios laxantes.
En la primavera del año 1935, Bach padeció una dolorosa sinusitis, y al mismo tiempo  tenía la impresión de estar perdiendo la razón. En uno de sus habituales paseos, casualmente se descubrió el Cherry Plum, y, como el sol no estaba lo suficientemente potente como para usar su tradicional método, decidió cortar una rama y hervirla en agua y dejarla reposar por lo menos una hora. Cuando el líquido estuvo listo, Bach tomó algunas gotas y sus dolores desaparecieron. Así nacieron el Cherry Plum y el método de ebullición, que Bach aplicó en varios otros de sus remedios.
En la terapia floral de Bach, Cherry Plum es usualmente diagnosticado en pacientes que temen a la locura y a descontrolarse, así cometiendo violentos ataques contra personas a las cuales no quieren dañar. La cualidad positiva de esta flor, según Bach, es la serenidad.
Bach dividió sus 38 flores en siete grupos, según qué mal trataran.  Este remedio pertenece al grupo número uno, donde están reunidos los remedios contra el miedo en todas sus formas.

### Rock Rose

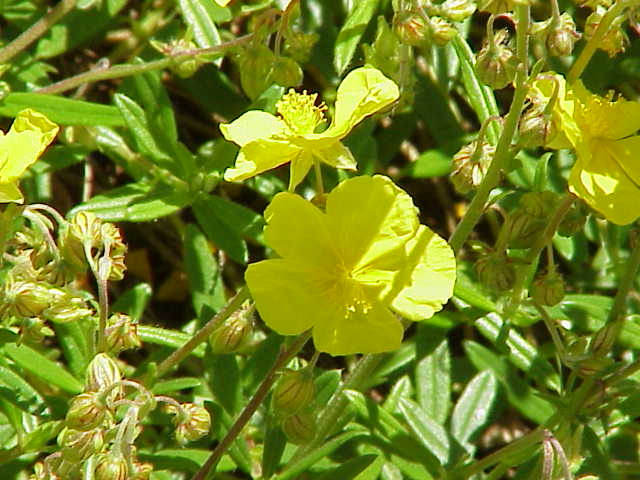
Ejemplar de helianthemus mummularium.

Rock Rose (en español, heliantemo) fue el primer remedio en formar parte del Rescue Remedy, incluso Bach llegó a llamarlo así antes de crear susodicho concentrado. 
El término heliantemo deriva del griego "helios" (sol) y "anthos" (flor), y por ende, su significado es "flor del sol". Su nombre científico es Helianthemus mummularium.
Se trata de una planta silvestre, un arbusto rastrero que llega a medir treinta centímetros de altura. Crece en terrenos calcáreos, al costado de los senderos  en zonas cubiertas por hierbas así como en colinas. Necesita terreno pedregoso y puede encontrarse tanto en Europa como en América. Su floración se produce entre junio y septiembre, y crecen como máximo dos flores por planta. Sus pequeñas hojas elípticas, de bordes enteros y opuestos, son blancas en la parte inferior. Sus cinco pétalos forman un disco brillante y plano, a ello debe la planta su nombre de especie, Mummularium, que significa "en forma de moneda", pues recuerda mucho a este objeto.  Posee varios estambres que surgen desde su centro dorado, que al contacto con los rayos solares se inclinan hacia afuera y cuando el cielo está nublado se agrupan verticalmente.
Rock Rose se usaba en medicina como remedio vulnerario astringente y germicida, debido a sus taninos. El heliantemo canadiense (Helianthemus Canadense), especie estrechamente emparentada, se empleaba como sustancia hemostática y para curar heridas purulentas en el siglo XV. Ocasionalmente, sigue siendo utilizado en la fitoterapia, así como en la homeopatía y en la medicina espagírica para curar resfríos y en caso de inflamación de los ganglios linfáticos.
Bach descubrió a Rock Rose después de encontrar a Gentian, en la primavera del año 1932 en el Condado de Kent.
Rock Rose es un remedio que pertenece al grupo de los doce sanadores, que abarca las plantas que Bach descubrió entre los años 1928 a 1932. Además forma parte del grupo número uno, donde se encuentran reunidos los remedios que combaten el miedo, junto con Cherry Plum.
Usualmente, Rock Rose se diagnostica en pacientes que sufren temores extremos, llegando a padecer ataques de pánico y terror agudo. Generalmente, este remedio trata la desesperación.

### Clematis

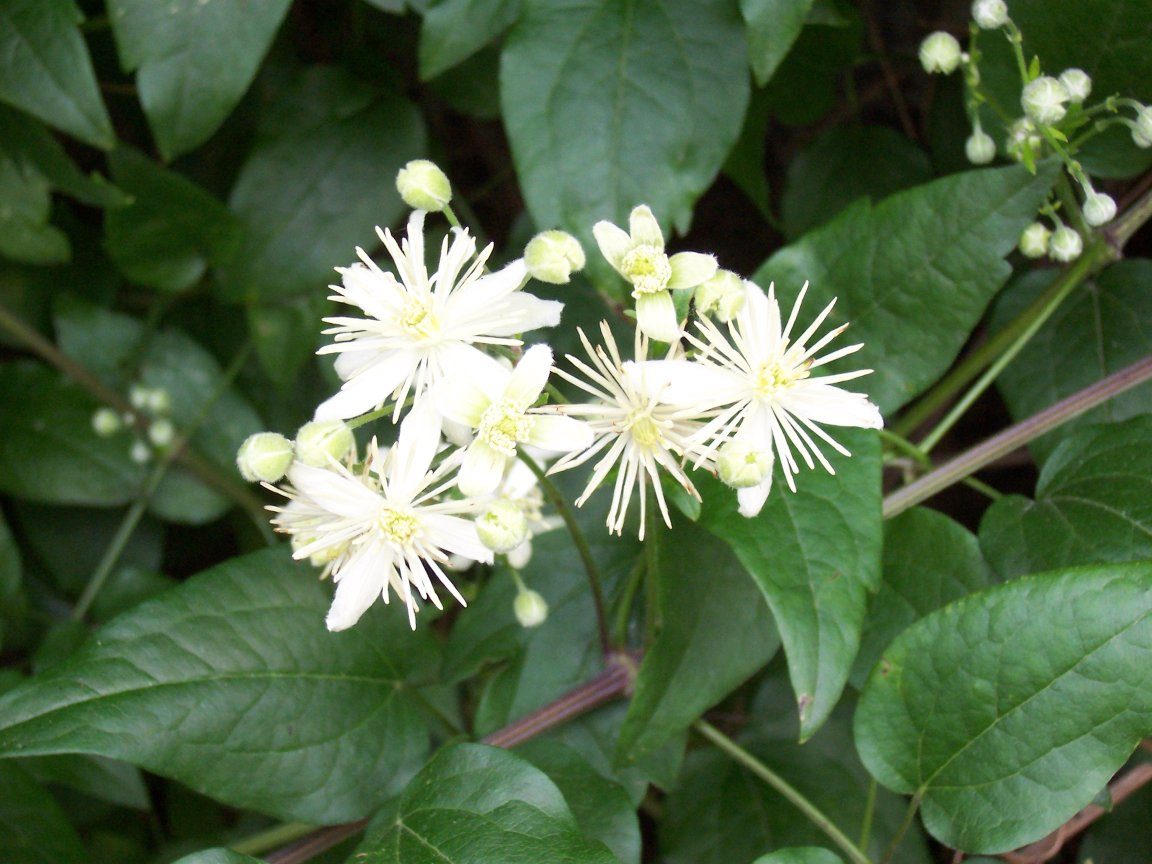
Un ejemplar de Clematis vitalba.

La clematis, clemátide o Clematis vitalba es una planta trepadora vigorosa y leñosa que crece hacia la luz y llega a alcanzar doce metros de altura.
Sus flores son bastante discretas. Poseen cuatro sépalos poco vistosos, de color blanco verdoso y cubiertos por pequeños vellos, de los cuales surgen numerosos estambres y carpelos blanquecinos, pues carece de pétalos. Las flores nacen en ramilletes opuestos, en la axila de sendas hojas enfrentadas. Además, posee un sutil aroma, que atrae a los insectos que lean a cabo la polinización. Esta planta es denominada también  "barba de anciano" debido a que cuando sus pequeños frutos en forma de nuez maduran, el ramillete floral entero adquiere una textura  plumosa, de tono blancuzco. Otra posible denominación para esta planta es la de "Alegría de los viajeros", porque siempre se la encuentra en los caminos. 
La clemátide es una de las 1200 especies que integran la familia de las ranunculáceas (en latín: ranunculaceae, que significa "como ranita"). Esta familia exige para su crecimiento aire fresco y mucha humedad. Algunas especies del conjunto ranunculáceo pueden tolerar el frío nival, como el eléboro negro; pero la clemátide es la excepción a esto, ya que logró adaptarse a los trópicos y resiste el calor.
Muchas especies de esta gran familia contienen savias no aptas para el consumo. En la época de la medicina heroica (siglos XVII y XVIII), se preparaba un remedio para las ampollas, de efectos irritantes para la piel, que se obtenía a partir de diferentes ranunculáceas. Los campesinos incluso las utilizaban para tratar las heridas purulentas del ganado. Más tarde, los mendigos emplearon la savia de la clemátide para simular horrendas tumoraciones, motivo por el cual los franceses siguen llamándola "herbe-aux-geus" (hierba de los mendigos). En homeopatía, el remedio Clematis se emplea para combatir las inflamaciones de la piel, los trastornos del sistema linfático y del sistema genital masculino. Los indígenas también empleaban esta planta en su sistema medicinal para tratar la sarna y los eccemas mediante infusiones.
Clematis fue la tercera planta medicinal que descubrió Edward Bach en el año 1930 cerca de Cormer, y con ella utilizó su método solar. Clematis pertenece al grupo de los doce sanadores y al tercer grupo, que reúne siete remedios que tratan la falta de interés por las circunstancias actuales.
En la terapia floral, Clematis se diagnostica en las personas  soñolientas, nunca totalmente despiertas, a quienes no les importan demasiado las circunstancias de su vida. Es para gente que vive de esperanzas, de ideales y sueños, no de realidades concretas.

### Impatiens

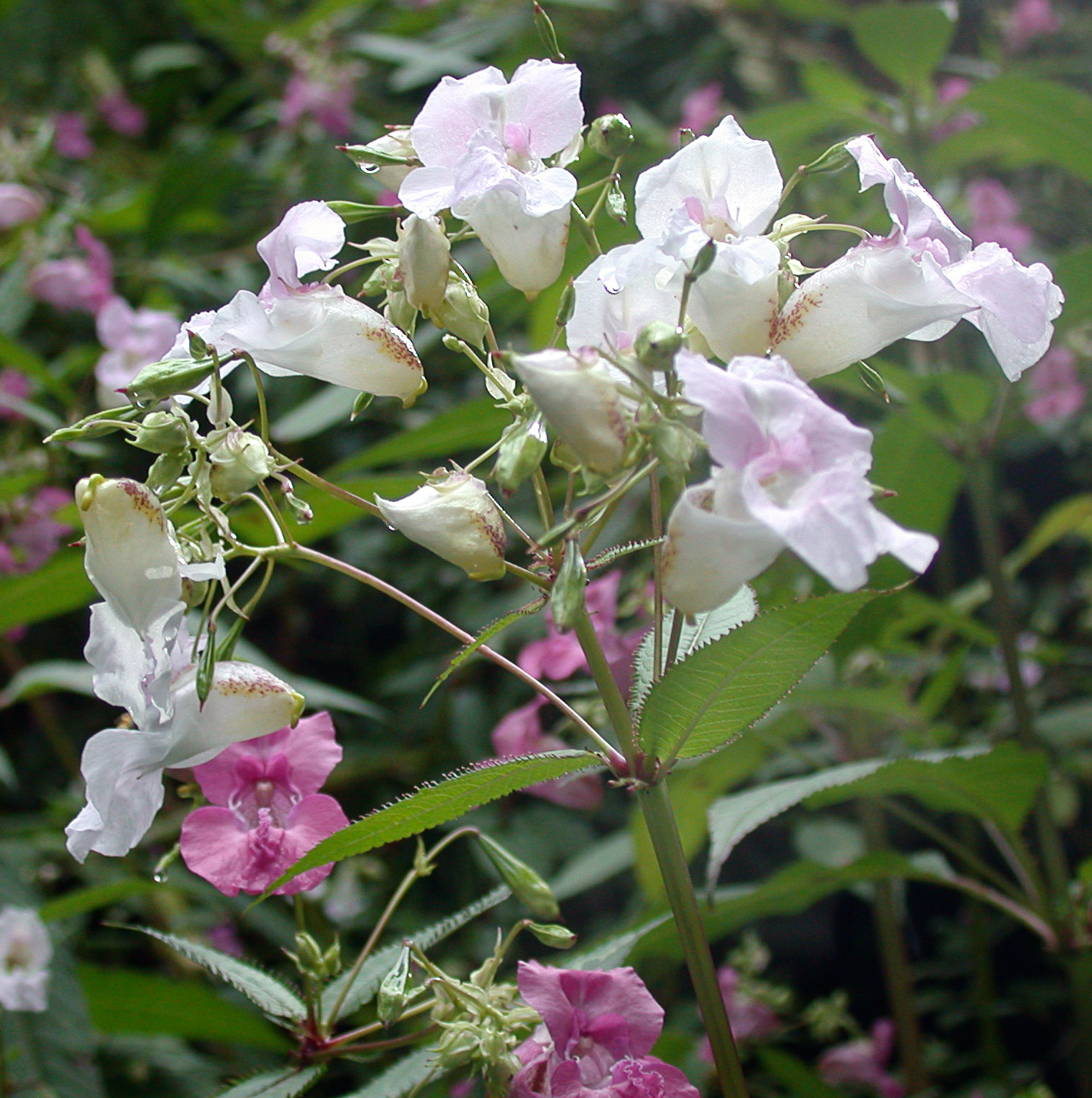
Ejemplar de Impatien glandulifera.

La impatiens, impaciencia o Impatiens glandulifera es una planta carnosa y alta que crece en los valles fluviales, las vegas húmedas y los indes del bosque.  Generalmente, llega a medir entre uno o dos metros, su tallo es robusto, rojizo y lampiño.
Su inflorescencia es soberbia. Las flores, de color violáceo, similares a las de las orquídeas, miden 2,5 centímetros y poseen cinco pétalos. Estos forman una garganta que facilita el ingreso de los insectos que llegan a cabo la polinización. Dos sépalos rojos se unen formando una especie de corona detrás de la corola, creando así un borde rojo muy vistoso detrás de ésta. La flor de Impatiens posee una simetría bilateral y se sostiene horizontalmente en el espacio, lo cual le da la apariencia de una planta venenosa, aunque se sabe con certeza que no lo es. Luego de la polinización, el ovario superior madura  formando una cápsula fusiforme que se rompe con un perceptible sonido al más mínimo roce y arroja sus semillas a varios metros de distancia. Estas flores se disponen en racimos.
La impaciencia, originaria del Himalaya, fue importada a Inglaterra en el año 1830 y desde entonces ha ido extendiéndose por toda Europa.
Impatiens pertenece a la familia de las balsamináceas, cuyos miembros presentan  flores delicadas y carnosas, de gran colorido y crecimiento rápido.
Antaño se le atribuían poderes mágicos a esta flor; las personas se la colgaban al cuello a modo de amuleto contra embrujos.
En la medicina popular, la impaciencia europea, que contiene algunos principios amargos y taninos, es considerada más bien un remedio de escaso valor que provoca el vómito, es diurético y laxante. Es eficaz contra la retención de líquidos en el cuerpo. Es eficaz contra la retención de líquidos en el cuerpo. De forma similar, utilizaban la impaciencia autóctona (Impatiens biflora) los indios nativos de los bosques de Norteamérica, triturando la carnosa hierba y aplicándola sobre la piel inflamada. En China, las balsamináceas reciben su nombre pues con ellas se preparan numerosos bálsamos y son llamadas jixingzi ("impaciencia"). Con sus flores o toda la planta, se preparan infusiones que tienen numerosas aplicaciones tanto internas como externas en trastornos como el reuma, los resfríos, las inflamaciones glandulares, los furúnculos y las enfermedades de la piel. Con las flores de impatiens frescas se tratan las infecciones por hongo de las manos. Científicos chinos han podido demostrar  que los extractos de esta planta realmente inhiben el desarrollo bacteriano.
Edward Bach descubrió a Impatiens a orillas del Usk una mañana de 1930. Esta planta fue la primera "Flor de Bach".
En la terapia floral, Impatiens pertenece al grupo de los doce sanadores y al cuarto grupo, donde se encuentran reunidos los remedios para los que sufren soledad. Usualmente se la diagnostica en los que carecen de paciencia y quieren que todo se haga a su ritmo y a su manera.

### Star of Bethlehem

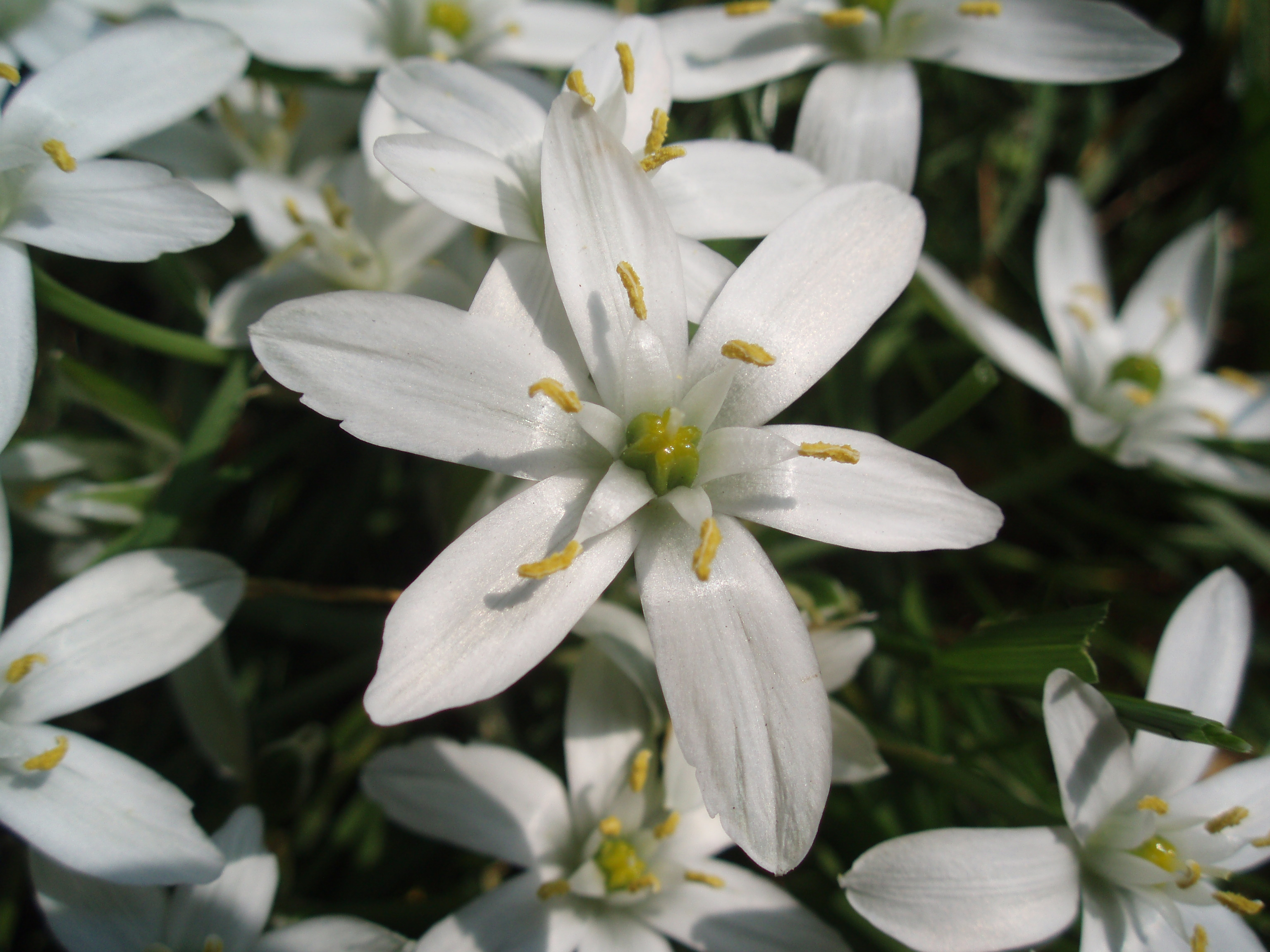
Ejemplar de Ornithogalum umbellatum.

Star of Bethlehem, leche de gallina, señora de las once, o en su nombre científico, Ornithogalum umbellatum es una flor que nace de un bulbo de figura ovoide de las dimensiones de una pequeña nuez, a veces acompañado de numerosos bulbillos. Brotan de él seis o siete  hojas largas y estrechas, acanaladas y recorridas por una angosta banda más clara en el fondo del canal. Del bulbo  surge un borde más corto que las hojas que trae siete u ocho flores en la parte superior. Cada flor está sostenida por un cabillo. La flor está formada por seis hojitas blancas por dentro y verdes en su cara externa.
Esta planta es una liliácea, como lo son, entre muchas otras, los jacintos, el cólquito, el ajo, la cebolla, y el espárrago, por ejemplo. La planta debe su nombre de especie, umbellatum (umbella significa sombrilla) a que las flores se hallan arracimadas en el extremo de un tallo que tiene una longitud aproximada de quince centímetros. El nombre genérico, Ornithogalum significa ave, y proviene del griego ornithos (ave) y gala (leche). En l lenguaje de los terapeutas florales esta flor es más conocida como "Estrella de leche dorada".
El nombre inglés, Star of Bethlehem (estrella de Belén) hace alusión a la localización geográfica de la planta, pues abunda en la región del Cercano Oriente, donde es considerada como un símbolo de pureza.
La leche de gallina encuentra escasas aplicaciones en la fitoterapia occidental. A partir de esta planta, la  homeopatía elabora una tintura que se aplica en diversos conjuntos de síntomas como la depresión, el agotamiento, las inflamaciones de la piel, los trastornos gástricos, las náuseas y como terapia contra el cáncer. La medicina espagírica la utiliza para tratar la insuficiencia cardíaca.
Entre otras sustancias, la planta contiene activas saponinas. En las costas occidentales de Norteamérica, crece la Soap Root (Raíz de jabón), pariente de la leche de gallina, que contiene tal cantidad de saponinas que los indios del lugar la utilizaban como jabón para lavar. También esta planta es útil como veneno para peces, por esta razón los indios de California la empleaban con ese fin. Otro pariente de Star of Bethlehem, la leche de gallina sudafricana (Ornithogalum capense) era usado por los nativos como emenagogo (que induce a la menstruación).
Star of Bethlehem fue descubierta por Edward Bach en el año 1934, y fue una de las últimas flores que encontró. Además, este doctor apodó a su nuevo remedio el mitigador de las penas y consuelo del alma.
Este remedio se emplea para las personas que han sufrido un importante trauma físico y todavía están en estado de shock. Pertenece al sexto grupo, que combate el abatimiento y la desesperación. Su papel en el Rescue Remedy es el de catalizador, ya que reúne en sí la esencia de los remedios anteriores, siendo así su componente más importante.

## Preparación
El Rescue Remedy, en la época de Bach, se preparaba de la misma forma en la cual se sigue preparando hoy en día: con el método solar y el método de cocción. El primero, llevado a cabo al aire libre un día soleado por la mañana, consiste en la selección de las especies que conforman la lista de ingredientes de este remedio (en lo posible, flores abiertas con tallos enteros), luego, la colocación de éstos en un recipiente de cristal con agua sin tocarlos y luego, el dejarlos reposar al Sol hasta que las plantas se marchiten. Ese tiempo varía desde sesenta y seis minutos a varias horas. Cuando esto sucede, se las quita con una ramita, se filtra el agua obtenida y al líquido, llamado tintura madre, se lo coloca en un frasquito con cuentagotas color caramelo, verde oscuro o azul muy intenso al que previamente se le ha incorporado el 50% de coñac o brandy orgánico.
El otro método, llamado de cocción, consiste en la selección de las especies a utilizar, la colocación de éstas en un recipiente con agua, y en hervir el heterogéneo conjunto obtenido. Cuando pasan treinta minutos, es señal de que ya el tiempo de cocción ha terminado, por lo cual el líquido debe reposar durante aproximadamente veinte minutos. Luego, se filtra el líquido y se lo coloca dentro del frasquito. Nótese que estos métodos se utilizan para crear cualquier remedio de Bach, no solo para el Rescue Remedy.
En la actualidad, existen varios laboratorios que elaboran estos remedios, que también pueden conseguirse en las farmacias homeopáticas.